# Hister punctipygus
Hister punctipygus är en skalbaggsart som beskrevs av Desbordes 1914. Hister punctipygus ingår i släktet Hister och familjen stumpbaggar. Inga underarter finns listade i Catalogue of Life.